# Ніколя Лопес
Ніколя Лопес (фр. Nicolas Lopez, 14 листопада 1980) — французький фехтувальник (шабля), олімпійський чемпіон 2008 року в командній першості разом з Венсаном Анстетом, Борісом Сансоном та Жульєном Пійє.

## Виступи на Олімпіадах
| Олімпіада  | Дисципліна      | Місце |
| ---------- | --------------- | ----- |
| Пекін 2008 | шабля, особисті | 2     |
| Пекін 2008 | шабля, командні | 1     |